# Krzysztof Skubiszewski
Krzysztof Jan Skubiszewski (Poznań, 8 oktober 1926 - Warschau, 8 februari 2010) was een Pools politicus en een befaamd geleerde op het gebied van internationaal recht.

## Biografie
Skubiszewski studeerde af aan de Adam Mickiewicz-Universiteit en gaf vervolgens lezingen in Frankrijk, de Verenigde Staten, Groot-Brittannië en Zwitserland. Hij publiceerde diverse wetenschappelijke verhandelingen en was een van de mede-auteurs van het handboek Prawo międzynarodowe publiczne. Zarys wykładu. Daarnaast was hij corresponderend lid van de Poolse Academie van Wetenschappen.
Van 1989 tot 1993 was hij Minister van Buitenlandse Zaken in de kabinetten van Tadeusz Mazowiecki, Jan Krzysztof Bielecki, Jan Olszewski en Hanna Suchocka. Hij ondertekende samen met de Duitse minister Hans-Dietrich Genscher het Duits-Poolse grensverdrag van 1990. Later werd hij voorzitter van het Iran-Verenigde Staten Claims Tribunaal in Den Haag.
Skubiszewski werd vereerd met de Orde van de Witte Adelaar, de hoogste Poolse staatsonderscheiding.
- Bibsys: 98013783
- Bibliothèque nationale de France: cb12185875k (data)
- Gemeinsame Normdatei: 120903601
- International Standard Name Identifier: 0000 0000 7976 9365
- Library of Congress Control Number: no90003856
- Nationale Bibliotheek van Tsjechië: jn19990008021
- Nationale Bibliotheek van Israël: 987007281777905171
- Nederlandse Thesaurus van Auteursnamen: 070257949
- Réseau des bibliothèques de Suisse occidentale: 02-A003837097
- Système universitaire de documentation: 030446007
- Virtual International Authority File: 66510996
- WorldCat: E39PBJxd4jpbVFxPvkYhyxVgrq